# Soyuz 7K-T
A Soyuz 7K-T, também conhecida como Soyuz Ferry foi a segunda geração de espaçonaves Soyuz. Foi usada nas missões Soyuz 12 a Soyuz 40 entre 1973 e 1981.
Apesar de também usar o sistema Igla de acoplamento, elas não tinham painéis solares, fazendo uso de baterias, o que limitava o tempo de voo não acoplado a apenas dois dias.
Uma versão modificada dessa espaçonave, a Soyuz 7K-T/A9, foi usada para voos até a estação espacial militar Almaz.

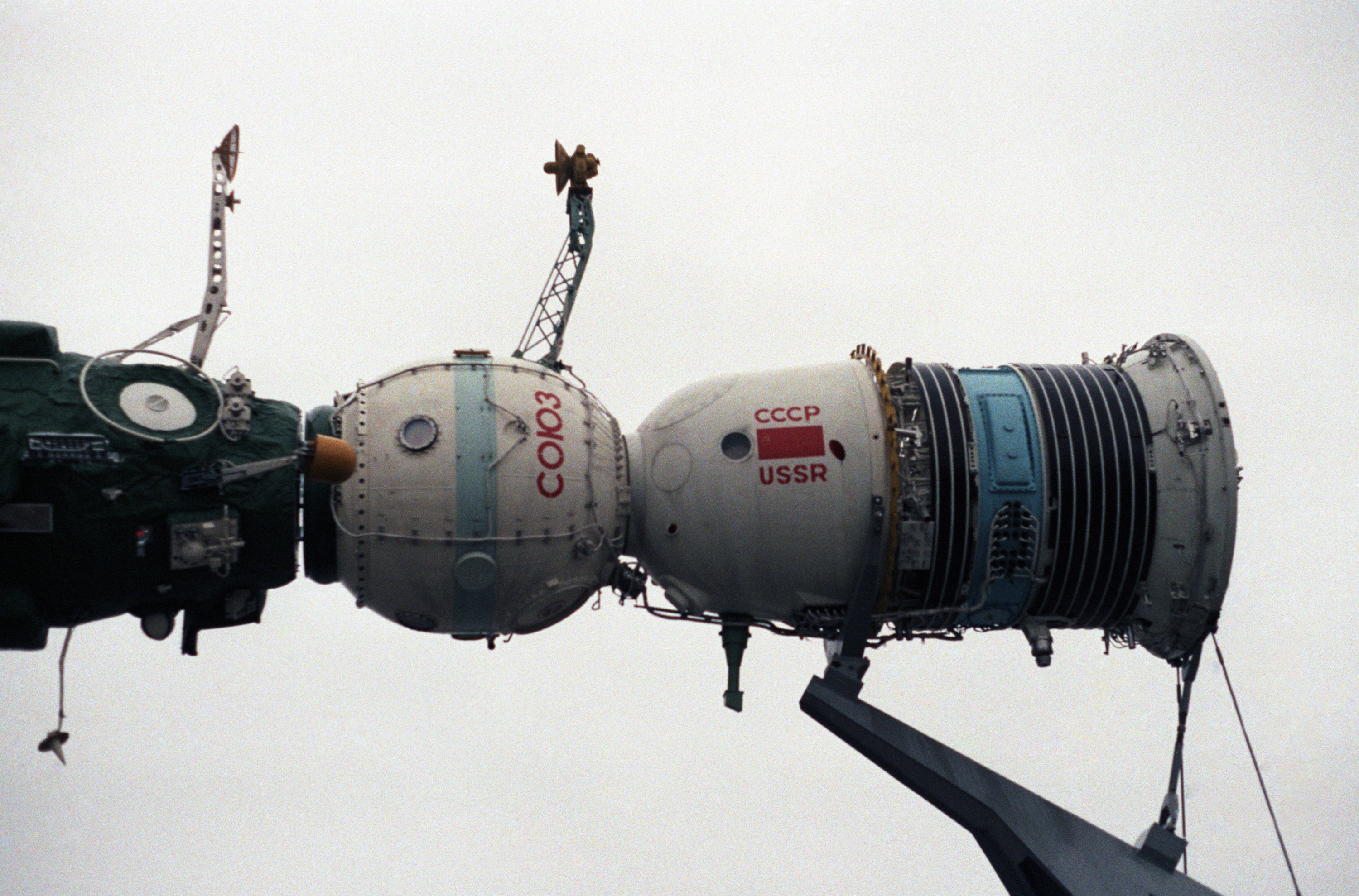
Uma Soyuz 7K-T em exposição.

## Missões
- Soyuz 12
- Soyuz 13
- Soyuz 14
- Soyuz 15
- Soyuz 17
- Soyuz 18a
- Soyuz 18
- Soyuz 21
- Soyuz 23
- Soyuz 24
- Soyuz 25
- Soyuz 26
- Soyuz 27
- Soyuz 28
- Soyuz 29
- Soyuz 30
- Soyuz 31
- Soyuz 32
- Soyuz 33
- Soyuz 34
- Soyuz 35
- Soyuz 36
- Soyuz 37
- Soyuz 38
- Soyuz 39
- Soyuz 40

## Testes não tripulados
- Kosmos 496
- Kosmos 573
- Kosmos 613
- Kosmos 656
- Soyuz 20